# غرانت ستافورد
غرانت ستافورد (بالإنجليزية: Grant Stafford) مواليد 27 مايو 1971 في جوهانسبرغ، هو لاعب كرة مضرب جنوب أفريقي سابق بدأ مسيرته كمحترف سنة 1990 وكان يلعب باليد اليمنى، اعتزل اللعب في 2000. أعلى تصنيف له في الفردي كان المركز الـ 53 في سنة 1994.

## روابط خارجية
- غرانت ستافورد على موقع رابطة محترفي التنس (الإنجليزية)
- غرانت ستافورد على موقع الاتحاد الدولي لكرة المضرب (الإنجليزية)
- غرانت ستافورد على موقع كأس ديفيز (الإنجليزية)
- غرانت ستافورد على موقع خلاصة التنس.كوم (الإنجليزية)